# Хотел „Трансилвания“
„Хотел Трансилвания“ (на английски: Hotel Transylvania) е американска компютърна анимация от 2012 година, продуцирана от Columbia Pictures и Sony Pictures Animation. Това е първият филм от едноименната поредица. Режисиран е от Генди Тартаковски (в неговия режисьорски дебют), по сценарий на Питър Бейнхам и Робърт Смайгъл, по идея на Тод Дурам, Дан Хейджман и Кевин Хейджман, озвучаващият състав се състои от Адам Сандлър, Анди Самбърг, Селена Гомес, Кевин Джеймс, Стив Бушеми, Дейвид Спейд, Фран Дрешър, Моли Шанън, Джон Ловиц и Сийло Грийн.
Филмът разказва историята на граф Дракула, който е управител на хотел, наречен „Хотел Трансилвания“, където чудовищата по света могат да си починат от човешката цивилизация. Дракула кани някои от най-известните чудовища на света, за да отпразнуват 118-ия рожден ден на дъщеря му Мейвис. Когато „хотелът без хора“ е неочаквано посетен от обикновен 21-годишен пътешественик на име Джонатан, Дракула трябва да направи всичко по силите си, за да попречи на Мейвис да се влюби в него, преди гостите на хотела да научат, че човекът е в замъка, което може да застраши бъдещето на хотела и кариерата му.
Филмът е издаден на 28 септември 2012 г. от Sony Pictures Releasing. Печели общо 358 милиона долара по целия свят, при бюджет от 85 милиона долара, номиниран за награда „Златен глобус“ за най-добър пълнометражен анимационен филм. Успехът на филма стартира мултимедиен франчайз и поредица от три продължения, започвайки с „Хотел Трансилвания 2“ (2015).

## Актьорски състав
- Адам Сандлър – Граф Дракула
- Анди Самбърг – Джонатан „Джони“ Лоугрън
- Селена Гомез – Мейвис Дракула
- Кевин Джеймс – Франкенщайн
- Стив Бусеми – Уейн
- СийЛо Грийн – Мъри, дебела мумия
- Фран Дрешър – Юнис
- Моли Шанън – Уанда
- Дейвид Спейд – Грифин, невидимия човек
- Джон Ловиц – Квазимодо Уилсън
- Сейди Сандлър – Уини/малката Мейвис
- Джим Луис и Луенел – Спаружени глави
- Крис Парнел – Господин Флай

## В България
В България филмът е пуснат по кината на 19 октомври 2012 г. от Александра Филмс.
На 25 февруари 2013 г. е издаден на DVD и Blu-ray на Ентертеймънт Комерс.
На 3 март 2017 г. е излъчен премиерно по NOVA.

## Синхронен дублаж
| Персонаж         | Изпълнител                                                  |
| ---------------- | ----------------------------------------------------------- |
| Граф Дракула     | Георги Спасов                                               |
| Мейвис           | Елен Колева                                                 |
| Джонатан         | Илиян Марков                                                |
| Франкенщайн      | Николай Урумов                                              |
| Юнис             | Албена Михова                                               |
| Уейн             | Здравко Димитров                                            |
| Грифин           | Константин Лунгов                                           |
| Мумията Мъри     | Момчил Степанов                                             |
| Квазимодо Уилсън | Анатолий Божинов                                            |
| Спаружени глави  | Латинка Петрова Лидия Михова Иван Петрушинов Мариан Маринов |
| Уини             | Калина Асенова                                              |

| Песен | Изпълнител                              |
| ----- | --------------------------------------- |
| Дзън  | Поли Генова Рафи Бохосян Ангел и Мойсей |

| Обработка              | Александра Аудио  |
| ---------------------- | ----------------- |
| Режисьор на дублажа    | Василка Сугарева  |
| Преводач               | Милена Кекеманова |
| Изпълнителен продуцент | Васил Новаков     |